# Dichter Begriff
Ein dichter Begriff oder thick concept (deutsch auch: dicker (ethischer) Begriff oder werthaltiges Faktum) bezeichnet Begriffe, bei denen Beschreibung und Bewertung eng miteinander verknüpft sind und die daher gleichermaßen deskriptive und normative Aspekte enthalten. In die philosophische und wissenschaftstheoretische Diskussion eingeführt wurde die Reflexion über dichte Begriffe von Bernard Williams. Typische Beispiele für dichte Begriffe sind ‚grausam‘, ‚Feigling‘, ‚Lüge‘, ‚Brutalität‘ oder ‚Dankbarkeit‘. Abgegrenzt werden dichte Begriffe gegen dünne Begriffe wie ‚gut‘ oder ‚böse‘, die eine Wertung aber keine beschreibende Komponente enthalten. Obwohl dichte Begriffe überwiegend mit Bezug auf die Ethik diskutiert werden, finden sie sich gleichermaßen bei ästhetischen und epistemischen Werten.
Seine Vorstellung dichter ethischer Begriffe hat Williams in Auseinandersetzung mit dem universellen Präskriptivismus seines akademischen Lehrers Richard M. Hare und angeregt durch die sozialanthropologische Methode der dichten Beschreibung entwickelt. Die Analyse dichter Begriffe steht seitdem im Zusammenhang einer metaethischen Diskussion über die strikte Trennbarkeit von Tatsachen und Werten, wie sie vom logischen Empirismus oder anderen positivistischen Positionen behauptet wird. Beteiligt waren an dieser Diskussion neben Williams etwa Philippa Foot, Iris Murdoch, John McDowell, John Leslie Mackie und Hilary Putnam.

## Fakten- und Werturteile
Dichte Begriffe werden als Herausforderung für philosophische Positionen diskutiert, die Fakten- und Werturteilen einen grundsätzlich verschiedenen Status zusprechen. Wer etwa Faktenurteile für objektiv wahr oder falsch hält und Werturteilen keinen Wahrheitswert zuspricht, muss klar zwischen Fakten- und Werturteilen trennen können. Dichte Begriffe scheinen demgegenüber die Verschränkung von Fakten- und Werturteilen in Aussagen wie etwa ‚Nero war ein grausamer Herrscher.‘ zu implizieren.
Präskriptivisten wie Hare schlagen vor, dieses Problem durch die Differenzierung zwischen beschreibenden und wertenden Aspekten von dichten Begriffen zu begegnen. Dichte Begriffe seien aus einer deskriptiven und einer normativen Komponente zusammengesetzt, die in der philosophischen Analyse zu trennen seien. So könnte etwa bei der Aussage ‚Nero war ein grausamer Herrscher.‘ zwischen einer wertneutralen Beschreibung (etwa: ‚Nero verursachte tiefes Leiden bei seinen Untertanen.‘) und einer Bewertung (etwa: ‚Es war schlecht, dass Nero tiefes Leiden bei seinen Untertanen verursachte.‘) unterschieden werden.
Gegen eine derartige Zwei-Komponenten-Theorie wird unter anderem von McDowell und Putnam eingewandt, dass sie die Verschränkung von beschreibenden und wertenden Aspekten nicht ernst genug nehme. So könne der deskriptive Aspekt von ‚grausam‘ nicht mit ‚tiefes Leiden verursachend‘ identifiziert werden, da nicht jedes Verursachen von tiefem Leiden grausam sei. So könne etwa eine Operation tiefes Leiden verursachen ohne grausam zu sein, zudem könne Verhalten grausam sein ohne tiefes Leiden zu verursachen. Die Trennung einer beschreibenden und wertenden Komponente scheitere daher an der Tatsache, dass sich Verhalten nur unter Bezug auf Werturteile als grausam identifizieren lasse.
Hilary Putnam zieht aus der Verschränktheit von Fakten und Werten in dichten Begriffen weitgehende metaphysische Konsequenzen. Nach Putnam zeigt grundsätzliche Verschränktheit von Fakten und Werten, dass sich überzeugende philosophische Positionen nicht auf reine Faktenontologien beschränken können. Dies betreffe insbesondere physikalistische Positionen der Gegenwartsphilosophie, nach denen das deskriptive Vokabular der Physik hinreichend für eine vollständige und grundlegende Beschreibung der Realität sei.